# Rudolf Hauschka
Pour les articles homonymes, voir Hauschka (homonymie).
Rudolf Hauschka né le 6 novembre 1891 à Vienne et mort le 28 décembre 1969 à Bad Boll (Bade-Wurtemberg) était un chimiste autrichien anthroposophe et fondateur du laboratoire et entreprise pharmaceutique et cosmétique Wala, dont la branche cosmétique prendra son nom par la suite : Dr. Hauschka.

## La marque « Dr. Hauschka » de l'entreprise Wala
En 1935, il crée la marque Wala en se concentrant sur l'utilisation d'actifs naturels pour ce qui sera sa première gamme pharmaceutique. 
Hauschka entretenait une correspondance avec la cosmétologue Elisabeth Sigmund, qui lui proposera une hypothèse inspirée de l'anthroposophie: la peau possèderait ses propres forces de nutrition et de régénération, le rôle de la cosmétique serait donc de la soutenir et de la stimuler dans ses fonctions naturelles d'autoguérison. Les recherches débutent en 1962, 5 ans plus tard une gamme de cosmétique est lancée, venant s'ajouter à la gamme pharmaceutique initiée 30 ans plus tôt.